# Uniwersytet Eqrema Çabeja
Uniwersytet Eqrema Çabeja (alb. Universiteti Eqrem Çabej) – albańska uczelnia publiczna, zlokalizowana w Gjirokastrze.
Pierwszymi instytucjami nauczania wyższego w Gjirokastrze były filie Wydziału Ekonomii Uniwersytetu Tirańskiego (założona w 1968 roku), Wyższego Instytutu Rolniczego (1969) oraz Instytutu Kultury Fizycznej Vojo Kushi. W 1971 roku utworzono Wyższy Instytut Pedagogiczny w Gjirokastrze o trzyletnim programie nauczania. W 1981 roku wydłużono nauczanie do czterech lat. 12 listopada 1991 na bazie instytutu powołano Uniwersytet, któremu nadano imię językoznawcy i etnologa Eqrema Çabeja.
W skład uczelni wchodzą następujące jednostki administracyjne:
- Wydział Ekonomii
- Wydział Pedagogiki i Nauk Społecznych
- Wydział Nauk Przyrodniczych